# Han Buhrs
Han Buhrs (* 23. Februar 1955 in Horn (Limburg)) ist ein niederländischer Vokalist und Komponist, der hauptsächlich im Bereich des Avantgarde Rock und der neuen Improvisationsmusik hervorgetreten ist.

## Leben und Wirken
Buhrs gründete unter dem Einfluss von Captain Beefheart und Pere Ubu in den 1980er Jahren die Bands Remo Tobs, The Schismatics (zu der auch Sean Bergin, Rutger van Otterloo oder Maartje ten Hoorn gehörten) und Nine Tobs, für die er auch schrieb und textete. Er entwickelte eine Gesangstechnik mit zwei Mikrophonen, von denen eines elektronisch bearbeitet wurde. Ab 1992 spielte er im Trio Diftong mit Cor Fuhler und Michael Vatcher. Ab 1995 arbeitete er mit Palinckx und mit The Ex, seit 1998 mit Ig Henneman und seit 2001 mit Luc Houtkamps POW Ensemble zusammen. 1999 gründete er mit Alan Purves und Johannes Bauer das Trio Gut 3. Weiterhin leitete er sein Quartett Rubatong (gleichnamiges Album 2011) und gab auch Solokonzerte. Er ist auch auf Aufnahmen von Ornament & Crime Arkhestra, Palinckx, The Ex Orchestra, Ig Henneman, Luc Houtkamp und Sean Bergin zu hören. Er ist auf internationalen Festivals wie Moers Festival, Pori Jazz, dem Ulrichsdorfer Kaleidophon oder Victoriaville aufgetreten.
1993 wurde er von der Stichting Jazz in Nederland mit dem Podiumprijs als „Talent Deserving Wider Recognition“ ausgezeichnet.

## Diskographische Hinweise
- Encore Plus Grande: Total Bliss (1987)
- Sumbur (1993, mit Dirk Bruinsma, Guy Sapin, Frank van Berkel, Alan Purves)
- The Schismatics: Vazen Vol (1994)
- The Schismatics: Punt/Period 1983 – 1988 Punt/Period 1993 – 1997 (2004)
- Buhrs / Klare / De Joode: Live! Auf dem Kulturgut (2007)
- Ensemble Extra Ordinair, Han Buhrs, Nora Mulder: Valse Rust (2019)